# Magic: The Gathering

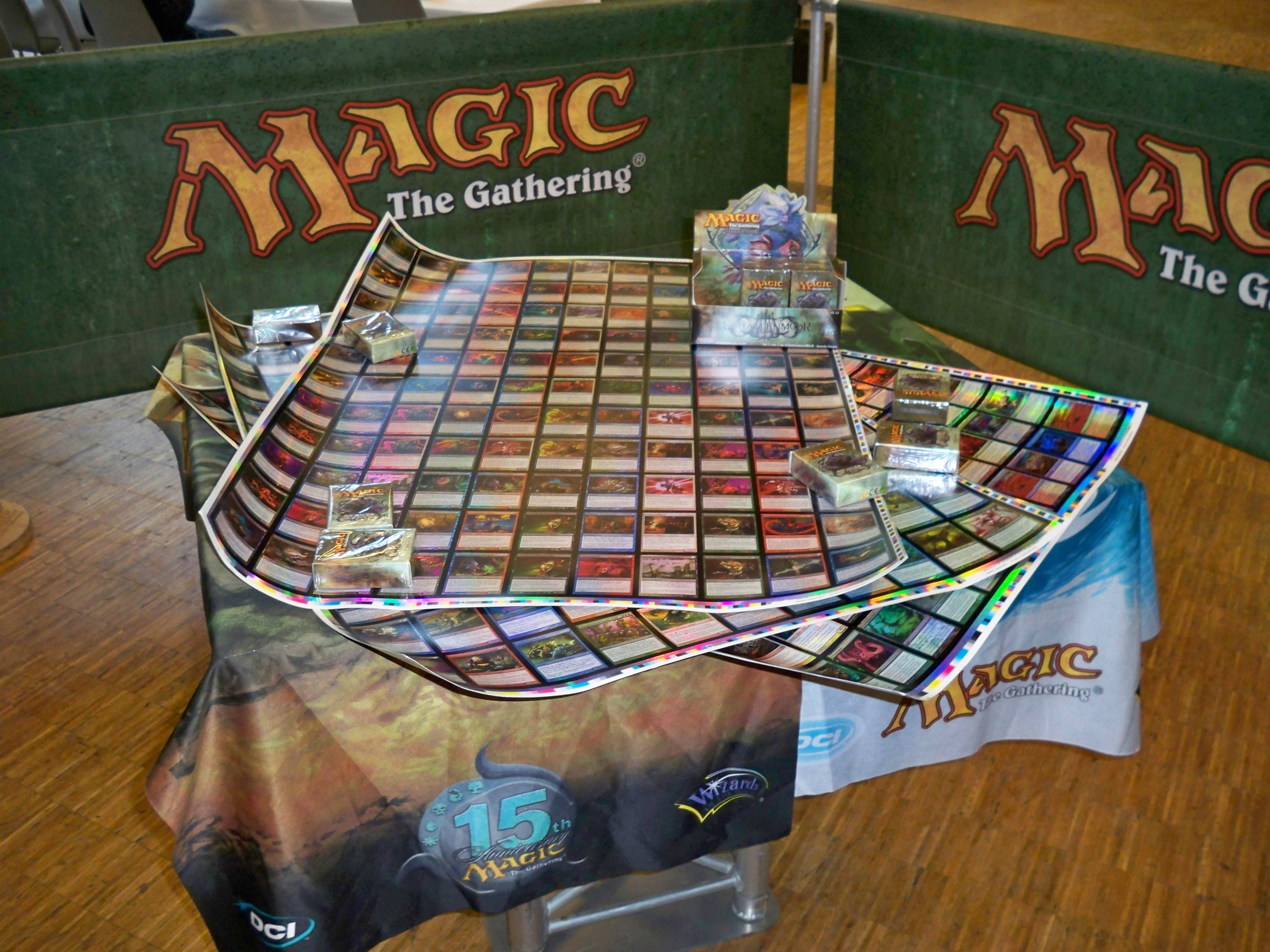
Magic: The Gathering

A Magic: The Gathering az első úgynevezett gyűjtögetős kártyajáték (collectible trading card game), amit 1993-ban alkottak meg. Azóta körülbelül 12 millióan játsszák (2011-es adat). A játékot két vagy több játékos játszhatja nyomtatott, vagy virtuális lapokból készült paklikkal. Ez utóbbi az interneten használható Magic: The Gathering Online programmal lehetséges.
Alaptémája fantasy, de az évek során egy egészen sajátos világ épült köré. A játékban minden játékos egy varázsló (angolul: Planeswalker vagyis síkjáró) szerepét játszik, akiknek célja varázslatok, kellékek, és lények segítségével az ellenfél legyőzése.

## Története
Richard Garfield a Magic: The Gathering-et az 1980-as évek végén kezdte el tervezni. Miközben a RoboRally nevű játékához keresett kiadót, botlott bele Peter Adkisonba, aki a frissen alapult Wizards of the Coast cég igazgatója volt. Adkison beleegyezett, hogy kiadja a RoboRally-t és nagy érdeklődést tanúsított egy Magic-hez hasonló játék iránt, amihez nem kell sok előkészület és a játékok gyorsak. 1993-ban a Wizards of the Coast kiadja a játékot, 1994 júniusában a Magic: The Gathering népszerűségét látva a Richard Garfield a cég teljes állású játékfejlesztője lett.
A játék sikere után számos konkurens cég jelent hasonló kártyajátékkal.

## Típusok
A játékban a kártyák főként a játékos által kijátszható varázslatokat szimbolizálják, és tizenkét típusuk ismert:
- Creature, magyarul lény, ami kijátszva embereket, állatokat, vagy egyéb teremtményeket jelöl, akik a tulajdonosuk irányítása alatt harcolnak, támadják az ellenfelet, vagy védik a játékost az ellenfél lényeitől.
- Enchantment, magyarul bűbáj, olyan permanens (folyamatosan a játékban maradó lapok), amelyeket vagy a játékba helyezhetünk, ezáltal valamilyen folyamatos hatást elérve, vagy pedig egy speciális fajtájukat ehelyett egy másik permanenshez csatolhatjuk, ezáltal általában azon fejtve ki hatást. Ez utóbbiakat szokás aurának is nevezni.
- Artifact, magyarul varázstárgy, nagyon hasonlít az enchantmenthez, de csak önállóan jöhet játékba, bár egyes artifactok később csatolhatóak lényekre (ezeket equipmentnek, magyarul felszerelésnek hívjuk).
- Planeswalker, magyarul síkjáró: ritka kártyatípus, az enchantmenthez hasonlít, de a játékosokhoz hasonlóan saját "életereje" van (a játékban loyalitynek, azaz hűségnek hívják). A planeswalkerek a játékos segítőtársát szimbolizálják, erős képességekkel.
- Land, magyarul föld: a többi kártya kijátszásához elengedhetetlen mágikus energiát, a manát lehet belőle "kinyerni".
- Sorcery, magyarul varázslat, varázsige: az előbbiektől eltérően ezek nem permanensek, tehát kijátszásukkor kifejtik hatásukat, és az elhasznált kártyák gyűjtésére használt zónába, a temetőbe kerülnek.
- Instant, magyarul azonnali (lap), Ez is nem permanens spell mint a "Sorcery", csak az ellenfél körében is ki lehet játszani. Ilyen például a különböző reakció „ellen” (counter) lapok, amely valamilyen kijátszott lapra vagy képességre, avagy eseményre reagálás.

## A játék menete

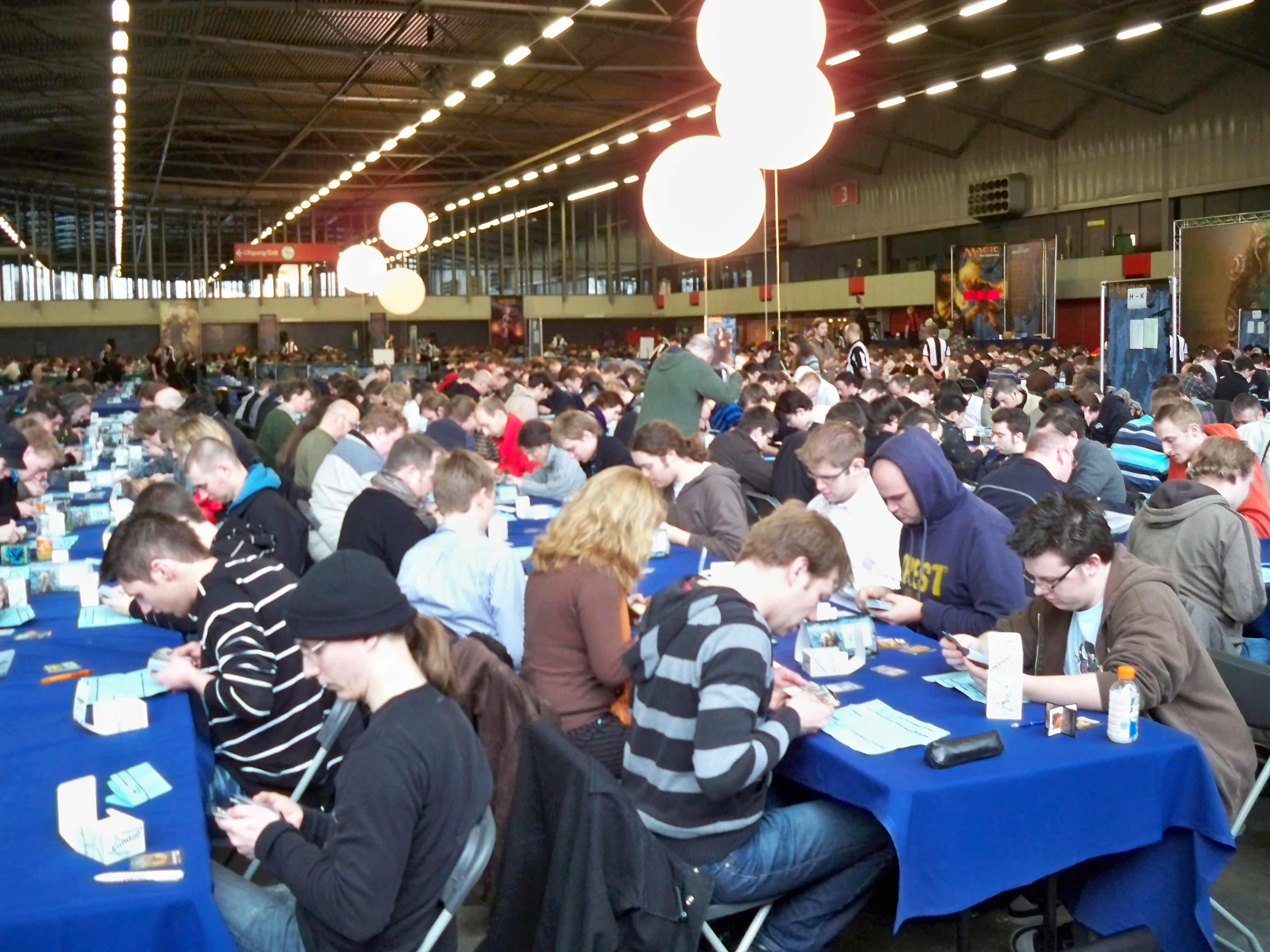
2009-es rotterdami bajnokság

A játékot két vagy több ember játssza, mint nagyon erős varázsló, azaz Síkjáró (Planeswalker).
A játék elején mindenki kap 20 életpontot. Ezeket szokás üveggolyókkal, dobókockával vagy egy papírra írva jelölni. Az veszít, akinek az életpontjai elérik a nullát, vagy ha valakinek a paklijából elfogynak a lapok. Vannak olyan lapok is, amelyek kijátszása esetén több kör múlva megnyeri a játékot a használója.
A játék kezdetekor a játékosok húznak 7 lapot. Ha a húzott lapok nem megfelelőek a kezdéshez (kevés mana, túl nagy költségű lények), lehetőség van újrakeverésre (muligan). ilyenkor megkeverik a paklit, újra felhúzzák a 7 lapot majd egy lapot a pakli aljára tesznek. Minden újrakeverésért eggyel több lapot kell a felhúzott 7 lapból a pakli aljára rakni. Ezt addig ismételheti, amíg egy kártyát sem húz fel.
Egy kör a következő fázisokból áll:
- Visszaforgatás (Untap): ilyenkor minden kártyát visszaforgatunk alapállásba.
- Fenntartás (Upkeep): Néhány Enchantment, Artifact, vagy lény ebben a fázisban fejti minden körben érvényesülő pozitív, vagy negatív hatását.
- Húzás (Draw): A játékos húz egy lapot a pakliból.
- Első fő fázis (First Main Phase): ilyenkor játszhatjuk ki a lényeinket és egyéb lapokat.
- Harc: harcnál a támadó jelzi, hogy mivel akar támadni, és kijátssza a különböző képességeket. A védő kiválasztja, hogy melyik lénnyel mit akar blokkolni, kijátszhat instantokat, majd a sebzéskiosztás következik.
  - Támadók kijelölése
  - Védők kijelölése
  - Sebzés kiosztás (Combat Damage)
- Második fő fázis (Second Main Phase): ugyanaz mint az első, ha esetleg elfelejtettünk valamit kijátszani, most megtehetjük.
- Kör vége (Cleanup): Ebben a fázisban szűnnek meg a körben leosztott sebzések, illetve érnek véget a kör végéig (until end of turn) tartó hatások. Ha a játékos kezében 7 lapnál több van, ki kell dobnia a temetőbe lapo(ka)t, amíg 7 nem lesz.

### Paklikészítés
A legtöbb verseny típusban, illetve az alapvető játékban minden játékosnak rendelkeznie kell egy legalább 60 lapból álló paklival, felső határ nélkül. Minden egyes lapból legfeljebb négyet használhat egy pakliban, kivéve az alapvető földeket (basic lands). Néhány lapot korlátoztak (restricted), amelyekből legfeljebb csak egy lehet egy pakliban, néhányat pedig kizártak (banned), amelyeket egyáltalán nem lehet használni. Ezeket a korlátozásokat az egyensúly fenntartása miatt hozták, mivel ezek a lapok előre nem láthatóan túl erősek lettek.
A pakli készítéséhez nagy stratégia és logika kell, mivel a játékosoknak lapok ezrei közül kell választaniuk, hogy mivel szeretnének játszani. A játékosoknak meg kell becsülniük a lapok erejét, akárcsak ezek együttműködését, valamint az ellenfél várható lapjai ellen is tudniuk kell reagálni. A választható lapokat leszűkíti a játékos döntése, hogy mely színekkel szeretne játszani a pakliban. Ez a döntés kulcsfontosságú a pakli készítésénél. Általában, minél kevesebb különböző színnel játszik valaki, annál konzisztensebb lesz a játéka, annál valószínűbb, hogy olyan színű lapot és földet húz, amire szüksége van. A másik oldalról pedig, minél több féle színnel játszik valaki, annál nagyobb választéka van, és annál erősebb lényeket, taktikákat tud használni.

### AMagicszínei
A legtöbb lap az öt szín valamelyikéhez tartozik. A színek a lapok hátulján találhatóak egy ötszögű alakzatban. Ezek: fehér, kék, fekete, vörös és zöld. Egy bizonyos színű lap kijátszásához legalább egy olyan színű manára van szükség. A manákat általában alapvető földekből (basic lands) nyerjük ki: a fehérhez síkság (plains), a kékhez sziget (island), a feketéhez mocsár (swamp), a vöröshöz hegy (mountain), a zöldhöz erdő (forest) szükséges. A színek között lévő egyensúly és különbség az egyik meghatározó tényezője a játéknak. Minden színnek van erőssége és gyengesége az általuk képviselt varázslatok stílusa alapján.
- A fehér a rend, az egyenlőség, az igazságosság, a gyógyulás, a törvény, a közösség, a béke, és a fény színe. A fehér erőssége a sok kis lény, akik erősek együtt. Ezeket enchantmentek védenek, élet gyógyulás és sebzés megakadályozás segíti. A fehérben gyakoriak az olyan lapok, amik korlátozzák az ellenfél képességeit és lényeit, és olyan varázslatok, amik kiegyenlítik a csatateret azáltal, hogy elpusztítanak minden, egy bizonyos típusú lapot. A fehér lényekre jellemző a más színektől való védelem, ami majdnem sebezhetetlenné teszi ezeket. A fehér gyengesége, hogy túlságosan a lényekre koncentrál. Ahelyett, hogy rögtön megölné őket, inkább korlátozásokkal bénítja le őket, amik eltávolíthatóak. Számos erős varázslata minden játékost érint - így azt is, aki kijátszotta.
- A kék az értelem, ok, illúzió, logika, tudás, manipuláció, és trükkösség, valamint a klasszikus elemek, a víz és a levegő színe. A kék szín lapjai a legjobbak arra, hogy további lapokat húzzunk, tartósan átvegyük az ellenfél lapjainak irányítását, visszaküldjük az ellenfél lapjait a kezébe, és megszakítsunk varázslatokat, így ezek nem játszódnak ki, és a rájuk költött mana is kárba vész. A kék lényei gyengébbek, mint más színek lényei, de gyakran van olyan képességük vagy jellemzőjük, amik megnehezítik, hogy megsebezzék, vagy kiblokkolják. A kék gyengéje, hogy a már kijátszott, játékban lévő lapokkal nehezen tud bánni, és kevés, főleg drága lényei vannak.
- A fekete az erő, az ambíció, a kapzsiság, a halál, a betegség, a romlottság, az önzőség, és áldozás színe. A fekete lapjai a legjobbak arra, hogy lényeket pusztítsunk el, játékosok kezéből lapokat dobassunk el, életet veszítsenek, és visszahozzunk lényeket temetőből. Továbbá, mivel a fekete mindenáron győzelemre tör, van korlátozott hozzáférése olyan képességekhez vagy hatásokhoz, amik egyébként valamelyik másik színhez tartozik; ezek azonban nagy áldozatokkal járnak, úgy mint életpontok, lények, kézben vagy pakliban lévő kártyák, és más nehezen pótolható erőforrások áldozása. A fekete fő gyengéje, hogy szinte tehetetlen más enchantmentek vagy artifactok ellen, hogy saját magát is majdnem olyan erősen sebzi, mint az ellenfelet, valamint nehezen tud csak más fekete lényeket megsemmisíteni.
- A vörös a szabadság, a káosz, a szenvedély, a kreativitás, az ihlet, a düh, a háború, valamint a klasszikus elemek, a villám és tűz színe. A vörös erőssége az ellenfél földjeinek és artifactjainak elpusztítása, kijátszott lapok feláldozása ideiglenes, de hatalmas erőkért, és olyan varázslatok, amik közvetlen sebzést okoznak lényekbe és játékosokba. A vörösnek széles választéka van lényekből, de a nagyon erős sárkányokat kivéve, a legtöbb gyors és gyenge, vagy alacsony életerejű, így könnyen elpusztíthatóak. Néhány vörös lap a saját idézőjét sebzi, hogy erősebb legyen az áráért. Hasonlóan a kék trükkösségéhez, a vörös ideiglenesen ellophatja az ellenfél lényeit, vagy eltérítheti a varázslatait, ámbár általában nem tartósan. Gyakoriak az olyan képességek, amik ideiglenesen erősítik a lényeik erejét. A vörös gyengéi közé tartozik, hogy képtelen enchantmentekek megsemmisíteni, a varázslatok önkárosító természete, és hogy a játék késői szakaszában lévő maradandó erő helyett a korai szakaszbeli sebességre fókuszál.
- A zöld az élet, a természet, a valóság, az evolúció, az alkalmazkodás, az ökológia, az egymásrautaltság, és az ösztön színe. A zöld erőssége a csatamezőn van, általában lények sebzéseivel nyer, amiből széles arzenálja van. Ezek általában erősek az árukhoz képest. Számos zöld varázslat megnöveli a lényei erejét, ideiglenesen vagy akár állandóan is. A zöld varázslatok gyakran fókuszálnak a növekedésre, mint például életpont visszagyógyulására, vagy gyorsabb földszerzésre, így növelve a játékos erőforrását és kapacitását, hogy gyorsabban kijátsszon erős lényeket. A zöld gyengesége, hogy képtelen a közvetlen támadások kivédésére. Kevés olyan lapja van, ami megvédené a kezet, paklit vagy temetőt érő támadásoktól.

Az ötszögön egymás mellett lévő színek szövetségesek, és gyakran hasonló, kiegészítő képességük van. Például a kéknek elég sok repülő (flying) lénye van, úgy, mint a fehérnek és feketének is, amik mellette helyezkednek el. A két szemközti szín ellenséges színek, és témájukban ellentétesek. Például a vörös elég agresszív, míg a szemközti színek, a fehér és kék inkább védekező természetű.
- A többszínű lapok a Legends szettben jelentek meg először, és tipikusan aranyszínű a keretük, hogy elkülönüljenek az egyszínű lapoktól. Ezek kijátszásához kettő vagy többszínű mana kell, és a mana árukkal megegyezően olyan színű lapoknak számítanak. A többszínű lapok tipikusan egyesítik a varázslathoz használt színek filozófiáját és működését, és általában erősebbek is az egyszínű lapokhoz képest, de mivel ezekhez többféle színű mana kell, nehezebb is kijátszani őket. A közelmúltban kétszínű "hibrid" lapok jelentek meg a Ravnica szettben, majd még több megjelent a Shadowmoor és Eventide szettekben. A hibrid lapok kerete két színből állnak, és kijátszásukhoz a kettő közül bármelyik színű manát felhasználhatjuk. Például egy két hibrid fehér és vörös árú lapot két fehér manával, két vörös manával, vagy akár egy fehér és egy vörös manával is kijátszhatunk.
- A színtelen lapok egyik színhez sem tartoznak, és legtöbbször földként vagy artifaktként jelennek meg. Az öt színnel ellentétben a színtelen lapoknak nincsen tipikus játékstílusuk. Néha a színtelen lap utánozza egy szín jellemzőjét, de csak kevésbé hatékonyan, mint egy olyan színű lap.

### Példajáték (részlet)
Két játékos játszik, nevezzük őket A-nak és B-nek. Mindketten felhúznak 7-7 lapot a saját paklijukból.
Az A játékos kezd, lerak egy Forest-et, és kijátszik egy Norwood Ranger-t. A lények a kijátszásuk körében még nem tudnak támadni, így átadja a kört B-nek.
B lerak egy Mountain-t, és kijátszik egy Shock-ot, megcélozva az A játékos lényét. A lény meghal, lekerül a csatatérről, és a temetőbe kerül. Átadja a kört az A játékosnak.
Az A játékos kijátszik egy újabb Forest-et, majd egy Grizzly Bears-t. B játékos jön.
B játékos is letesz egy földet (Mountain), majd kijátszik egy Goblin Piker-t. A játékos következik.
Az A játékos megtámadja a Grizzly Bears-el a B játékost, annak tudatában, hogy a kezében van egy Giant Growth is. Mivel az ellenfél lénye (Goblin Piker) gyengébb, mint a Grizzly Bears, így megéri blokkolnia a B játékosnak, mert mindkét lény meghalna. Így is tesz, kijelöli blokkolónak a lényét. Az A játékos kijátssza a Giant Growth-ot, mivel az Instant; bármikor kijátszható. A Grizzly Bears a kör végéig 5/5-ös lesz. A Goblin Piker meghal, a temetőbe kerül, a Grizzly Bears pedig túléli. Az A játékos a második fő fázisában kijátszik egy harmadik Forest-et. Így van 2 "untappolt" földje, amiből kijátszik egy Rampant Growth-ot. Kikeres a paklijából egy újabb Forest-et, a játékba rakja "tappolva", majd átadja a kört B-nek.
B játékos egy Mountain után egy Goblin Chariot-ot játszik ki. A Haste képességének köszönhetően már ebben a körben meg tudja támadni az A játékost. Az A játékosnak van ugyan egy 2/2-es lénye a játékban, de mivel az az előző körben támadott (=és "tappolva" lett), így az nem tud blokkolni. A B játékos így a Goblin Chariot támadásával 2 életpontot sebez az A játékoson, így neki csak 18 marad.
Az A játékos kijátszik egy ötödik Forest-et, majd egy Natural Spring-et. Ezzel "gyógyul" 8 életet, amivel 26 élete lesz. Támad a Grizzly Bears-ével. B játékosnak nincsen "untappolt" lénye; nem tud blokkolni, veszít 2 életpontot, 18 marad neki. Átadja a kört B-nek.
A B játékos lerakja a 4. Mountain-ját. A kezében van egy Hill Giant, és egy Lightning Elemental is. Mindkettőt ki tudná játszani, de mivel az A játékosnak jelenleg nincsen olyan lénye a játékban, amivel tudna blokkolni, úgy dönt, hogy a Lightning Elemental-t játssza ki, mivel azzal már ebben a körben tud támadni, és biztosan sebez életpontot az ellenfélen. A következő körben már lehet, hogy kijátszik akár egy Norwood Ranger-t, és ha az az olcsó lény blokkolná, akkor meghalna ez az erősebb lény. A B játékos támad a Lightning Elemental-lal és a Goblin Chariot-tal. Az A játékos nem tud blokkolni, összesen 6 életet veszít, 20 marad.

## A játék hivatalos formátumai
- Standard
- Booster Draft (40 lapos verseny deck)
- Sealed deck (40 lapos verseny deck)
- Modern - 60 lapos pakli - 8. kiadástól
- Commander - 1 v. 1 és multi játék, 99db-os deck +1 commander
- Brawl (Standard lapos "commander" 60 lappal)
- Kétfejű óriás -  páros játék
- Pauper
- Pioneer
- Vintage

## Kapcsolódó szócikk
- Magic: The Gathering – 7. kiadás

## Külső hivatkozások
- Most Expensive Magic: The Gathering Card